# Juan Sandoval Íñiguez
Juan Sandoval Íñiguez (Yahualica de González Gallo, 28 maart 1933) is een Mexicaans geestelijke en een kardinaal van de Rooms-Katholieke Kerk.
Sandoval Íñiguez studeerde aan seminaries in Mexico en Italië en werd op 27 oktober 1957 tot priester gewijd. Hij werkte als docent en later rector aan een seminarie in Mexico. Op 3 maart 1988 werd hij benoemd tot bisschop-coadjutor van Ciudad Juárez; zijn bisschopswijding vond plaats op 30 maart 1988. Op 11 juli 1992 volgde hij Manuel Talamás Camandari, die met emeritaat was gegaan, op als bisschop. Op 21 april 1994 werd hij benoemd tot aartsbisschop van Guadalajara als opvolger van de vermoorde Juan Jesús Posadas Ocampo.
Bij het consistorie van 26 november 1994 werd Sandoval Íñiguez kardinaal gecreëerd, met de rang van kardinaal-priester. Zijn titelkerk werd de Nostra Signora di Guadalupe e San Filippo Martire. Hij nam deel aan de conclaven van 2005 en 2013.
Sandoval Íñiguez staat bekend als conservatief en komt vaak met controversiële uitspraken in de media. Hij heeft zich regelmatig uitgesproken tegen condooms, abortus en homoseksuelen, die hij vaak met scheldwoorden benoemd. Ook heeft hij verklaard dat veel verkrachtingen worden veroorzaakt doordat vrouwen zich provocatief kleden en dat protestanten geen geweten hebben. Hij was betrokken bij de zogeheten macrolimosna (macro-aalmoes) in 2008 waarbij gouverneur Emilio González Márquez negentig miljoen peso doneerde voor de bouw van een kerk. Toen dat vervolgens een publieke rel veroorzaakte, gaf hij de cheque terug.
In 2010 beschuldigde Sandoval Íñiguez burgemeester Marcelo Ebrard van Mexico-Stad ervan het Mexicaanse Hooggerechtshof te hebben omgekocht toen dat instemde met het legaliseren van abortus door homoparen. Hij weigerde zijn beschuldiging in te trekken waarna Ebrard hem aanklaagde wegens smaad.
Sandoval Íñiguez ging op 7 december 2011 met emeritaat.
- Gemeinsame Normdatei: 1056523603
- Virtual International Authority File: 309765602